# 3e Griekse Bergbrigade
De 3e Griekse Bergbrigade (Grieks: Ελληνική Ορεινή Ταξιαρχία, Tríti Ellinikí Oriní Taxiarchía ΙΙΙ, afgekort ΙΙΙ Ε.Ο.Τ.), ook bekend als de Riminibrigade, was een Griekse infanterie-eenheid gedurende de Tweede Wereldoorlog.

## Oprichting
De 3e Griekse Bergbrigade werd door de Griekse regering in ballingschap in Egypte opgericht,  nadat in april 1944 een procommunistische muiterij van Griekse strijdkrachten in Egypte was neergeslagen. De brigade werd samengesteld uit monarchistisch gezinde officieren en manschappen. 
De 3e Griekse Bergbrigade werd op 1 juli 1944 opgericht. De bevelhebber van de brigade werd kolonel Thrasyvoulos Tsakalotos. De brigade was verdeeld in drie infanterieregimenten en een artillerieregiment.  

## Italiaanse campagne
Op 11 augustus 1944 arriveerde de 3e Griekse Bergbrigade in de Italiaanse stad Tarente. De brigade werd ingedeeld bij de 2e Nieuw-Zeelandse Divisie onder generaal Bernard Freyberg. Op 19 augustus 1944 werd de brigade overgeplaatst naar het front.   
Op 5 september 1944 bereikte de 3e Griekse Bergbrigade de omgeving van Cattolica, waar ze tijdelijk  ingedeeld werden bij de 5e Canadese Pantserdivisie. Ten zuiden van de stad Rimini ondersteunde de brigade de geallieerde strijdkrachten bij hun aanval op de Gotische Linie. Op 15 september 1944 stak de brigade de rivier de Marano over en rukte met steun van Canadese en Nieuw-Zeelandse pantsereenheden op richting het vliegveld van Rimini. Op 19 september werd de stadsrand van Rimini bereikt. Twee dagen later werd de Griekse vlag op het stadhuis van Rimini gehesen. De stad werd in een protocol die geschreven was in de Engelse, Italiaanse en Griekse taal overgedragen. De brigade had door de gevechtshandelingen 146 doden en 310 gewonden te betreuren en voerde sindsdien de eretitel “Rimini Brigade” (“Ταξιαρχία Ρίμινι”). 
De Griekse Brigade was nog tot 18 oktober 1944 betrokken bij gevechtshandelingen tussen de steden Rimini en Ravenna. 

## Griekse Burgeroorlog
Op 6/7 november 1944 scheepte de 3e Griekse Bergbrigade zich in op het schip MS Alkantara in de haven van Tarente en keerde onder begeleiding van de torpedojager Pindos terug naar Griekenland. Op 9 november bereikte men Athene en stelde men zich ter beschikking van de nieuw gevormde regering van Georgios Papandreou. 
Bij de onderhandelingen over de demobilisatie van de partizaneneenheden eiste de communistische Griekse Volksbevrijdingsleger(ELAS) ook de ontwapening van de door de regeringsgesteunde monarchistische Riminibrigade, wat de regering afwees. Toen dit besluit uitmondde in een gewapend conflict streed de brigade aan de zijde van de Britten, de EDES en andere nationalistische groepen aan de zijde van de regering tegen de ELAS.   